# Phlogok
A phlogok a Csillagok háborúja elképzelt univerzumának egyik óriásméretű, értelmes faja.

## Leírásuk
A phlogok anyabolygója nem ismert, azonban Galaxisszerte felhasználják őket rabszolgaként őrnek vagy gladiátornak; mint például a Genesia bolygón. A férfiak általában 20 méter magasak, míg a nők csak 17 méteresek. Bőrszínük narancssárga vagy zöld, vörös szeplőkkel. Mind a négy végtagjuk 4-4 karmos ujjban végződik. A nők fején kis szarvak vannak. Testüket rongyokkal takarják el. Ezek az erős lények általában békések, azonban könnyen ingerelhetők.
Az Endor bolygó erdőholdján kis közösségük alakult ki. Valószínű, hogy a goraxokkal együtt a Sickly Tremor rabszolgaszállító űrhajó lezuhanásával kerültek erre a holdra. A phlogok e hold sivatagos és hegyvidékes részein telepedtek le; nagyjából ugyanoda, ahová a goraxok is, emiatt a két faj gyakran összetűz egymással. Továbbá ahová a phlogok letelepedtek, onnan elkergették az ewokokat. Ha veszélyben érzik a kicsinyeiket, akkor támadnak. Amikor a sanyassan kalózok űrhajója is lezuhant e holdra, a phlogok rájuk támadtak, azonban Yavid tábornok a háborús stratégiáinak köszönhetően sikeresen visszaverte őket.

## Megnevezett phlogok
- Hue – férfi; a klónháborúk alatt Jenna Zan Arbornak a testőre
- Nahkee – férfi; kisgyermek
- Haari Ikreme Beeerd – férfi; Gilag Pitaaani rabszolgája

## Megjelenésük a könyvekben, képregényekben, videójátékokban
A phlogokkal a „How the Ewoks Saved the Trees: An Old Ewok Legend” című könyvben találkozhatunk először, amikor is egy phlog család ki akarja vágni az ewokok Világos fa falu (Bright Tree Village) nevű településfáját. Azóta ez az értelmes faj több képregényben és videójátékban is megjelent.

## Fordítás
- Ez a szócikk részben vagy egészben a Phlog című Wookieepedia-szócikk fordítása. Az eredeti cikk szerkesztőit annak laptörténete sorolja fel.